# Franck Happi
Pour les articles homonymes, voir Happi (homonyme).
Franck Happi est un dirigeant sportif et ancien président de l'Union sportive de Douala.Apres la victoire de Samuel Etoo à la tête de la Fecafoot, il y est nommé directeur du développement sportif.
Il reçoit en 2021 après une sélection rigoureuse de la FIFA le Diplôme en management de Club.

## Biographie

### Carrière
Franck Happi est un dirigeant sportif et ancien président de l'Union sportive de Douala,,.
En 2016, il démissionne de son mandat de premier vice-président de la Ligue de Football Professionnelle du Cameroun (LFPC),.